# Nederländerna
Nederländerna (nederländska: Nederland (fil), IPA: /ˈne:dərlɑnt/, frisiska: Nederlân), traditionellt ofta kallat Holland, är ett land i Västeuropa. Landet gränsar till Nordsjön i norr och väster, Belgien i söder och Tyskland i öster. Till Nederländerna hör även kommunerna Bonaire, Saba och Sint Eustatius i Karibien. Nederländerna, Aruba, Curaçao och Sint Maarten bildar tillsammans Konungariket Nederländerna.
Nederländernas huvudstad är Amsterdam, men regeringen och generalstaterna har säte i Haag, där också monarken har sitt residens. Officiellt språk är nederländska. Västfrisiska är officiellt språk (vid sidan av nederländska) i provinsen Friesland. Ytterligare erkända regionala språk, dock inte med samma status som västfrisiska, är lågsaxiska och limburgiska. På Bonaire är papiamento officiellt språk, på Saba och Sint Eustatius engelska. Med cirka 400 invånare/km² är Nederländerna det befolkningstätaste landet i Europa (mikrostater borträknade).
Landet deltog i grundandet av Europeiska kol- och stålgemenskapen 1951, vilken senare utvecklades till Europeiska unionen. Nederländerna är även medlem i militäralliansen Nato sedan den grundades 1949.

## Namn
Nederländerna brukar i vardagligt tal ofta benämnas Holland, vilket är en vanlig traditionell synonym eller exonym för landet världen runt. Namnet används numera främst informellt men har historiskt använts som formellt namn för landet av flera olika länder.[källa behövs] I Sverige har såväl namnet Nederländerna som Holland använts i officiella sammanhang.
Historiskt syftar namnet Holland på den historiska regionen vid samma namn som är uppdelad i de nederländska provinserna Nord- och Sydholland. Då dessa tidigare var de mest utvecklade och i egenskap av kustprovinser hade mer kontakt med andra länder kom nederländare att kallas för holländare i andra länder.
Användandet av Holland som synonym för Nederländerna kan uppfattas som exkluderande och nedsättande, i synnerhet för personer som inte bor i Nord- eller Sydholland. Den nederländska regeringen arbetar aktivt för att användandet av ordet Holland ska avvecklas internationellt. 2019 valde landet att tävla i Eurovision Song Contest 2020 under namnet Nederländerna istället för Holland.

## Historia
Under Karl V, tysk-romersk kejsare (1519–1556) och kung av Spanien, var regionen en del av de sjutton nederländska provinserna, i vilka även det mesta av dagens Belgien ingick. Efter det spansk-nederländska kriget mot Karl V:s son Filip II av Spanien, växte den norra delen, under namnet De sju förenade Nederländernas republik, till en av de mäktigaste sjöfararnationerna och ekonomiska stormakterna under 1600-talet. Perioden kallas den Nederländska stormaktstiden. Kolonier och handelsstationer etablerades över hela världen.
Nederländerna har en historia förknippad med slavhandel. Det nederländska kabinettet bad om ursäkt för sin inblandning i slaveriet den 19 december 2022, samtidigt i landet och i de berörda f.d. kolonierna. Man kommer att satsa 200 miljoner euro på medvetandegörande och information samt 27 miljoner euro på ett museum.
Under Napoleon I införlivades landet med det franska väldet men återfick självstyre tillsammans med de österrikiska Nederländerna och med Luxemburg 1815. Belgien bröt sig loss 1830. Luxemburg lydde under det nederländska kungahuset men med andra tronföljdsregler och bröts loss efter kung Vilhelm III:s död. Under 1800-talet industrialiserades Nederländerna förhållandevis långsamt jämfört med kringliggande länder.
Nederländerna var neutrala i första världskriget och i inledningen av andra världskriget, men ockuperades trots detta av Nazityskland i maj 1940 och befriades inte förrän 1945. Efter kriget blomstrade industrin åter inom Benelux och EG. Nederländerna blev också medlemmar i Nato.
När Europeiska kol- och stålgemenskapen skapades 1952 var Nederländerna ett av grundarländerna.

## Geografi

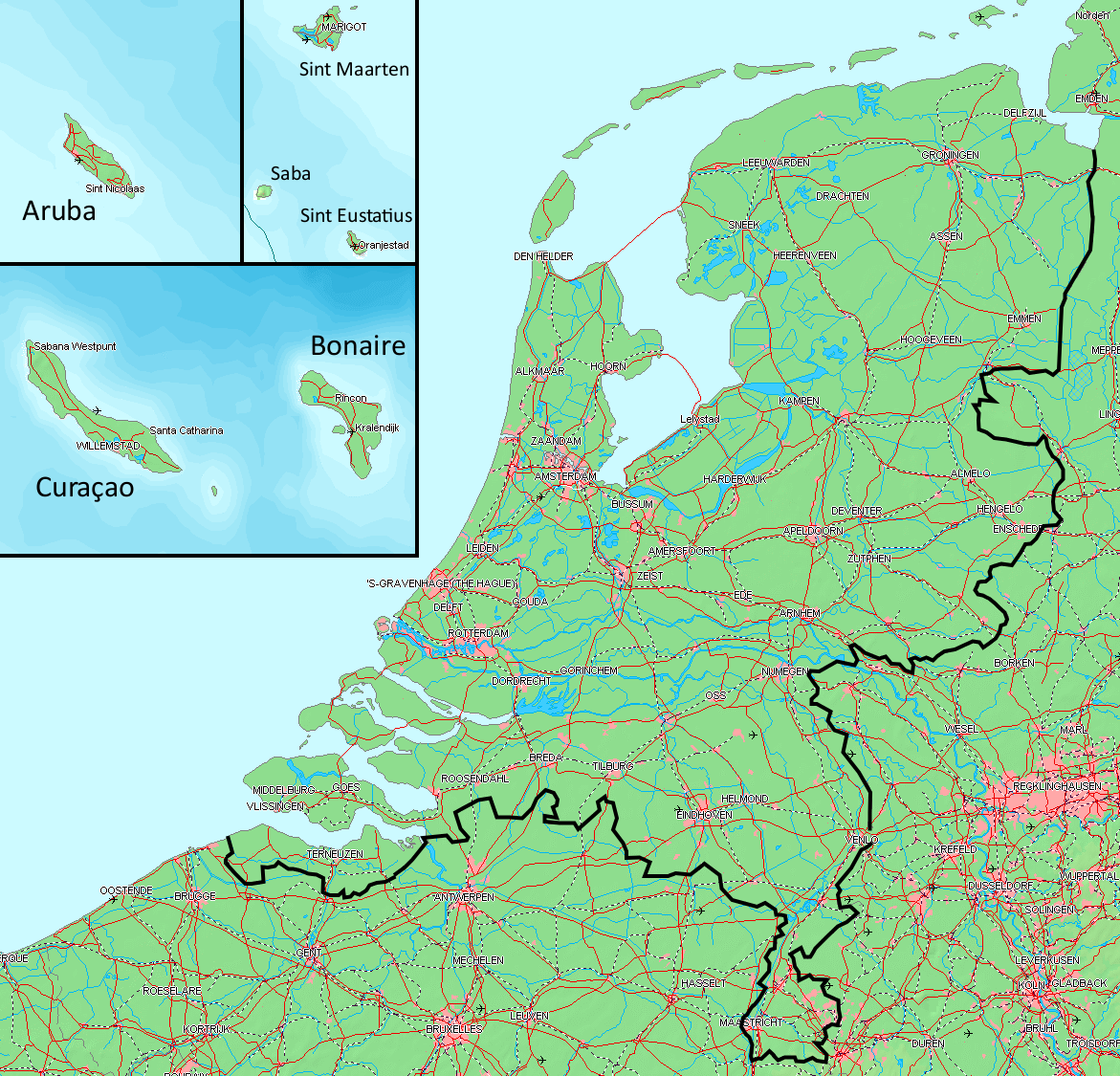
Karta över Nederländerna.

Med en storlek på 41 543 kvadratkilometer är Nederländerna något större än Schweiz men mindre än Danmark.

### Topografi och hydrografi
Det mest utmärkande draget hos Nederländerna är det flacka landskapet. Ungefär hälften av landet ligger mindre än en meter över havet och en fjärdedel ligger faktiskt under havsytans nivå (se karta). Högsta punkten är med sina 321 meter Vaalserberg i den sydöstligaste delen av landet, där en smal remsa skjuter ner mellan Belgien och Tyskland.
Många lågt liggande områden skyddas av vallar. Stora delar av landet är gammal havsbotten, till exempel provinsen Flevoland. Dessa områden kallas poldrar. Den stora havsviken Zuiderzee avskars på 1930-talet från Nordsjön genom den cirka 30 kilometer långa skyddsvallen Afsluitdijk.
Landet delas in i två delar, åtskilda av de tre floderna Lek, Waal och Maas. Dessa två områden skiljer sig åt genom att ha olika dialekter samt genom religiös tillhörighet, då den norra delen framför allt är protestantisk eller sekulär och den södra katolsk, undantaget vissa städer och öar.

### Klimat
Klimatet kännetecknas av ett tempererat, fuktigt kustklimat med milda vintrar och svala somrar. I allmänhet blåser det från sydväst och snö faller ungefär 20 dagar om året.

## Styre och politik
Nederländerna var en republik från 1581 till 1806. Därefter, fram till 1810, blev det den franska lydstaten kungariket Holland, som ockuperades av Frankrike mellan 1810 och 1813. Sedan 1815 har landet varit en konstitutionell monarki med namnet Kungariket Nederländerna. 

### Författning och styre
Grundlagen är från 1815, men den reviderades 1848 av liberalen Johan Rudolf Thorbecke, vilket gjorde landet parlamentariskt och utvidgade folkrepresentationen, varför gällande konstitution brukar sägas vara från det året.
Statschef är sedan 30 april 2013 kung Willem-Alexander. Formellt tillsätts regeringsmedlemmarna av honom. I praktiken bildas en koalitionsregering när resultatet av parlamentsvalen presenteras (något som kan ta flera månader). Därefter tillsätts denna formellt av kungen. Premiärministern (nederländska: Minister President) leder arbetet i regeringen. Denne är vanligtvis även ledare för det största partiet i koalitionsregeringen.
Nederländernas lagstiftande församling, Generalstaterna, består av två kammare. Val till de 150 platserna i Generalstaternas andra kammare äger rum vart fjärde år, eller tidigare om andrakammaren har gjort en misstroendeförklaring mot regeringen. Den mindre viktiga senaten (Eerste Kamer eller den första kammaren) väljs vart fjärde år efter provinsvalen av de nyvalda medlemmarna i provinsernas folkvalda församlingar. Det finns ingen spärr för hur stort ett parti måste vara i procentenheter för att få en plats i parlamentet; omkring 60 000 röster eller 0,67 procent brukar räcka för en parlamentsplats. En följd av detta är att Nederländernas parlament ofta har innehållit ganska många partier; sedan valet 2021 sitter sjutton partier i parlamentet.

### Administrativ indelning

Karta över Nederländernas provinser och Bonaire, Sint Eustatius och Saba.

Nederländerna är indelade i 12 administrativa regioner, kallade provincies (provinser): 
| Flagga | Provins       | Huvudstad        | Största stad | Area (km²) | Befolkning 31-09-2013 | Densitet (per km²) |
| ------ | ------------- | ---------------- | ------------ | ---------- | --------------------- | ------------------ |
|        | Drenthe       | Assen            | Assen        | 2 639      | 489 155               | 185                |
|        | Flevoland     | Lelystad         | Almere       | 1 415      | 399 825               | 282                |
|        | Friesland     | Leeuwarden       | Leeuwarden   | 3 340      | 646 401               | 194                |
|        | Gelderland    | Arnhem           | Nijmegen     | 4 970      | 2 019 196             | 406                |
|        | Groningen     | Groningen        | Groningen    | 2 325      | 582 908               | 251                |
|        | Limburg       | Maastricht       | Maastricht   | 2 150      | 1 120 332             | 521                |
|        | Noord-Brabant | 's-Hertogenbosch | Eindhoven    | 4 914      | 2 478 687             | 504                |
|        | Noord-Holland | Haarlem          | Amsterdam    | 2 665      | 2 737 540             | 1 027              |
|        | Overijssel    | Zwolle           | Enschede     | 3 324      | 1 139 462             | 343                |
|        | Utrecht       | Utrecht          | Utrecht      | 1 383      | 1 251 266             | 905                |
|        | Zeeland       | Middelburg       | Middelburg   | 1 784      | 380 864               | 213                |
|        | Zuid-Holland  | Haag             | Rotterdam    | 2 808      | 3 572 409             | 1 272              |
| Total  | Total         | Total            | Total        | 33 718     | 16 818 045            | 499                |

Elva av provinserna har medeltida anor, medan Flevoland utgörs av markområden som har vunnits från havet under 1900-talet. Alla provinser indelas i gemeenten (kommuner), totalt 355 (fr.o.m. 2019); se Nederländska kommuner, även lista över städer i Nederländerna.
De karibiska öarna Bonaire, Sint Eustatius och Saba har status som särskilda kommuner (bijzondere gemeenten) i Nederländerna.
| Flagga         | Namn           | Huvudstad  | Största stad | Area (km²) | Befolkning 31-12-2012 | Densitet (per km²) |
| -------------- | -------------- | ---------- | ------------ | ---------- | --------------------- | ------------------ |
| Bonaire        | Bonaire        | Kralendijk | Kralendijk   | 288        | 17 408                | 60                 |
| Sint Eustatius | Sint Eustatius | Oranjestad | Oranjestad   | 21         | 3 897                 | 186                |
| Saba (ö)       | Saba           | The Bottom | The Bottom   | 13         | 1 991                 | 153                |
| Total          | Total          | Total      | Total        | 322        | 23 296                | 72                 |

### Politik
Statsvetare betraktar Nederländerna som ett klassiskt exempel på en konsociationell demokrati. Under 2000-talet skakades landet dock av ett par mycket uppmärksammade politiska attentat (till exempel mordet på högerpopulisten Pim Fortuyn 2002) som fick det annars så lugna samhällsklimatet att skifta. 
Nederländerna har ett proportionellt valsystem utan valkretsindelning och utan småpartispärr, vilket har bidragit till att ett stort antal partier är invalda i den direktvalda andra kammaren i parlamentet.
I valet 2023 blev Frihetspartiet, lett av Geert Wilders, största parti. Partiet bildade tillsammans med tre andra partier till höger en regering med Dick Schoof som premiärminister.
| Partinamn                                  | Mandat | Röstandel |
| ------------------------------------------ | ------ | --------- |
| Frihetspartiet (PVV)                       | 37     | 23,5 %    |
| Grön vänster/Arbetarpartiet                | 25     | 15,8 %    |
| Folkpartiet för frihet och demokrati (VVD) | 24     | 15,3 %    |
| Nytt socialt kontrakt (NSC)                | 20     | 12,8 %    |
| Demokraterna 66 (D66)                      | 9      | 6,3 %     |
| BondeMedborgarRörelsen (BBB)               | 7      | 4,6 %     |
| Kristdemokratisk appell (CDA)              | 5      | 3,3 %     |
| Socialistpartiet (SP)                      | 5      | 3,1 %     |
| Denk                                       | 3      | 2,4 %     |
| Partiet för djuren (PvdD)                  | 3      | 2,3 %     |
| Forum för demokrati (FvD)                  | 3      | 2,2 %     |
| Reformerta samhällspartiet (SGP)           | 3      | 2,1 %     |
| Kristliga Unionen (CU)                     | 3      | 2,0 %     |
| Volt                                       | 2      | 1,7 %     |
| JA21                                       | 1      | 0,7 %     |

### Försvar
Nederländerna har sedan 1996 ett yrkesförsvar bestående av 50 000 heltidsanställa soldater i de stående förbanden och utbildningsförbanden och 30 000 deltidsanställda soldater i reserven. 
- Armén har 23 000 heltidsanställda soldater.
- Marinen har 8 000 heltidsanställda soldater i sjöstridskrafterna, 3 000 i marinkåren och 1 000 i marinflyget.
- Flygvapnet har 11 000 heltidsanställda soldater, 160 stridsflygplan och 40 stridshelikoptrar.
- Koninklijke Marechaussee (KMar), det nederländska gendarmeriet, är en militär polisorganisation med en personalstyrka om 6 800 personer. KMar är den fjärde försvarsgrenen i den nederländska försvarsmakten.

## Ekonomi och infrastruktur
Nederländerna har en välmående och öppen ekonomi, och regeringen har framgångsrikt minskat sin roll sedan 1980-talet. Nederländerna hanterade framgångsrikt frågan om offentliga finanser och stagnerande jobbtillväxt långt före sina grannländer.
Som en av initiativtagarna till euron ersatte Nederländerna sin tidigare valuta, gulden, den 1 januari 1999 tillsammans med de andra anhängarna av en gemensam europeisk valuta. Faktiska euromynt och sedlar infördes den 1 januari 2002.

### Näringsliv
Industriell produktion sker främst inom matförädling, kemisk industri, oljeraffinering och tillverkning av elektriska maskiner. En högt mekaniserad jordbrukssektor sysselsätter inte mer än 4 procent av arbetskraften men producerar ett stort överskott till matförädlingsindustrin och export.

#### Jord- och skogsbruk
Nederländerna är känt för sitt intensiva och högt mekaniserade jordbruk. Omkring 57 procent av landets yta är brukbar jord, vilket möjliggör en omfattande produktion av jordbruksprodukter. Dessa produkter utgör cirka 15 procent av landets totala exportvärde, vilket understryker jordbrukets betydelse för den nederländska ekonomin. Trots sin relativt lilla yta är Nederländerna världens näst största exportör av jordbruksprodukter, endast överträffat av USA. Detta beror delvis på landets fokus på värdefulla varor som blommor.

#### Energi och råvaror
Den nederländska mineralindustrin präglas av framställning av sand, grus, cement, råjärn, stål och salt. Landets energiförsörjning är huvudsakligen beroende av naturgas, som står för ungefär en tredjedel av det totala energibehovet (2009). Begränsad oljeutvinning sker vid gränsen mot Tyskland, medan resterande energi kommer från importerad olja och torv. En av Västeuropas största naturgasfyndigheter ligger i Slochteren nära Groningen (upptäckt 1959), och gas utvinns även från Nordsjön. Nederländerna står för 3 % av världens naturgasproduktion.

#### Industri
Nederländerna har en stark och diversifierad industrisektor med globalt ledande företag inom flera branscher. En av de mest framstående sektorerna är högteknologi, där ASML spelar en central roll som världsledande leverantör av litografisystem för halvledarindustrin. ASML:s teknik är avgörande för produktionen av mikrochips, vilket gör företaget till en nyckelaktör i den globala elektronikindustrin. 
Philips är ett annat viktigt företag, känt för innovationer inom hälsoteknik och konsumentprodukter. Under de senaste decennierna har Philips fokuserat på att utveckla avancerad medicinsk utrustning och lösningar för hälsovård, vilket har stärkt företagets position på världsmarknaden. Inom energisektorn är Shell en av världens största aktörer. Företaget har sitt huvudkontor i Haag och arbetar med allt från olje- och gasproduktion till utveckling av förnybar energi. 
Nederländerna har en lång tradition av sjöfart och skeppsbyggnad och är en central aktör inom dessa områden. Skeppsbyggnadsindustrin är känd för sin innovation och kvalitet och har bidragit till flera framstående samarbeten med svenska rederier. Thunbolagen och det nederländska varvet Ferus Smit har sedan 1990 levererat 45 fartyg och utvecklat den nya Vänermax-klassen av torrlastare, speciellt anpassade för Vänersjöfarten. Ahlmark Lines har fått sitt andra nybygge, Mangen, från varvet Royal Bodewes, en satsning på moderna och effektiva torrlastfartyg. 
Nederländerna är även ledande inom hållbar sjöfart. Företag som Fairtransport har återupplivat segelfrakt för att minska koldioxidutsläpp. Fartyg som Tres Hombres och Nordlys transporterar varor över Atlanten utan fossila bränslen, vilket visar på innovativa lösningar för miljövänliga transporter. Inom logistik är Nederländerna en nyckelaktör i Europa. Rotterdams hamn är en av världens största och fungerar som en central hubb för godsflöden till och från Europa. Landet har ett omfattande nätverk av inre vattenvägar som underlättar effektiva transporter både nationellt och internationellt.

### Handel
Nederländerna är tredje största exportör av jordbruksprodukter i världen, efter USA och Frankrike. 

### Infrastruktur

#### Transporter
Resandet på de nederländska vägarna har ökat kontinuerligt sedan 1950-talet och överstiger nu 200 miljarder personkilometer per år, varav tre fjärdedelar görs med bil.
Nederländerna är ledande i västvärlden på cykling. Ungefär hälften av antalet av alla resor i Nederländerna görs med bil, 25 procent med cykel, 20 procent till fots och 5 procent med kollektivtrafik.
Med ett vägnät på 139 295 km, vilket inkluderar 2 758 km motorvägar, har Nederländerna ett av de tätaste vägnäten i världen, mycket tätare än de ytstora länderna Tyskland och Frankrike, men inte så tätt som Belgien.
Järnvägsnätet är 3 013 km långt och också ganska tätt. Nätet används främst för persontrafik och når alla större städer. Det främsta järnvägsföretaget är Nederlandse Spoorwegen.
En fietsstraat är en cykelgata där cyklister har prioritet och bilar är "gäster" och måste ge företräde.
Rotterdam är den största hamnen i Europa. Floderna Meuse och Rhen ger utmärkt tillgång till flodhamnar i Tyskland, Frankrike och Basel i Schweiz. 2013 var Rotterdam världens åttonde största containerhamn med 440 miljoner ton gods per år.
Amsterdam-Schiphols flygplats strax sydväst om Amsterdam är den största i Nederländerna och den femte mest trafikerade flygplatsen i Europa när det gäller passagerare.
Som en del av sitt engagemang för en hållbar miljö inledde den nederländska regeringen en plan för att skapa över 200 laddningsstationer för elbilar över hela landet år 2015. Lanseringen kommer att genomföras av Schweiz-baserade kraft- och automationsföretaget ABB och holländska start Fastned, och syftar till att ge åtminstone en station inom 50 kilometers radie från varje hem i Nederländerna.

#### Utbildning
Under 1800-talet infördes skolplikt och differentiering utifrån social bakgrund i Nederländerna. Staten finansierade offentliga skolor medan privata var beroende av privat stöd, fram till att jämlik behandling infördes 1917. Skolsystemet har utvecklats med demokratisering och expansion, särskilt mellan 1920 och 1980. Idag omfattar det förskola, grundskola och olika sekundärutbildningar som yrkesinriktade och universitetsförberedande linjer. Reformen från 1998 medförde nya ämnesstrukturer och förändringar i linjesystemet. Över 90 % av ungdomarna deltar i utbildning, och en tredjedel fortsätter till högre studier.

## Befolkning

### Demografi

#### Större städer
| Största städer i Nederländerna | Största städer i Nederländerna | Största städer i Nederländerna | Största städer i Nederländerna | Största städer i Nederländerna | Största städer i Nederländerna | Största städer i Nederländerna | Största städer i Nederländerna | Största städer i Nederländerna | Största städer i Nederländerna |
|                                | Rank                           |                                | Provins                        | Befolkning                     | Rank                           |                                | Provins                        | Befolkning                     |                                |
| ------------------------------ | ------------------------------ | ------------------------------ | ------------------------------ | ------------------------------ | ------------------------------ | ------------------------------ | ------------------------------ | ------------------------------ | ------------------------------ |
| Amsterdam Rotterdam            | 1                              | Amsterdam                      | Nordholland                    | 825 080                        | 11                             | Enschede                       | Overijssel                     | 158 308                        | Haag Utrecht                   |
| Amsterdam Rotterdam            | 2                              | Rotterdam                      | Sydholland                     | 625 472                        | 12                             | Apeldoorn                      | Gelderland                     | 158 226                        | Haag Utrecht                   |
| Amsterdam Rotterdam            | 3                              | Haag                           | Sydholland                     | 515 076                        | 13                             | Haarlem                        | Nordholland                    | 157 058                        | Haag Utrecht                   |
| Amsterdam Rotterdam            | 4                              | Utrecht                        | Utrecht                        | 335 089                        | 14                             | Amersfoort                     | Utrecht                        | 152 752                        | Haag Utrecht                   |
| Amsterdam Rotterdam            | 5                              | Eindhoven                      | Noord-Brabant                  | 223 876                        | 15                             | Arnhem                         | Gelderland                     | 152 506                        | Haag Utrecht                   |
| Amsterdam Rotterdam            | 6                              | Tilburg                        | Noord-Brabant                  | 211 726                        | 16                             | Zaanstad                       | Nordholland                    | 151 495                        | Haag Utrecht                   |
| Amsterdam Rotterdam            | 7                              | Groningen                      | Groningen                      | 200 210                        | 17                             | 's-Hertogenbosch               | Noord-Brabant                  | 150 954                        | Haag Utrecht                   |
| Amsterdam Rotterdam            | 8                              | Almere                         | Flevoland                      | 197 318                        | 18                             | Haarlemmermeer                 | Nordholland                    | 144 090                        | Haag Utrecht                   |
| Amsterdam Rotterdam            | 9                              | Breda                          | Noord-Brabant                  | 181 775                        | 19                             | Zoetermeer                     | Sydholland                     | 124 089                        | Haag Utrecht                   |
| Amsterdam Rotterdam            | 10                             | Nijmegen                       | Gelderland                     | 170 943                        | 20                             | Zwolle                         | Overijssel                     | 124 032                        | Haag Utrecht                   |

#### Urbanisering
Nederländerna är det mest tätbefolkade landet i Europa undantaget mikrostater som Monaco, och ett av de mest tättbefolkade länderna i världen, med mer än 400 invånare per kvadratkilometer.

### Språk
Det finns två officiella språk, nederländska och frisiska, båda germanska språk. De hör till den västgermanska språkgrenen (tillsammans med engelskan och tyskan). Frisiska talas bara i den norra provinsen Friesland, och det är det språk som är närmast besläktat med engelskan. Förutom nederländska och frisiska talas flera dialekter av lågsaxiska i de norra och östra delarna; det har inte samma status som frisiska men det är erkänt som regionalt språk. I landets södra och sydvästra delar skiftar det nederländska språket till varianter av lågfrankiska, medan de västra dialekterna i Holland kan betecknas som en blandning. I Limburg talas limburgiska, som också är erkänt som regionalt språk.

### Religion
De huvudsakliga religionerna är katolicism (18 procent år 1999) (biskopsdömen) och protestantism (15 procent). Omkring 63 procent av nederländarna anser sig inte vara medlemmar av någon kyrka. Området söder om de tre floderna är (eller var) allmänt sett katolskt, och den norra delen protestantisk (mestadels tillhörande den Protestantiska kyrkan i Nederländerna, PKN). År 2006 beräknades nästan 6 procent av befolkningen vara muslimer, och mer än 1 procent hinduer.

### Sociala förhållanden
Nederländernas drogpolitik fokuserar på harm reduction, där cannabis är delvis avkriminaliserat och tillåts säljas i coffeeshops under strikt reglering. Tyngre droger är olagliga, men användare prioriteras för vård snarare än straff. Landet blev också det första i världen att legalisera samkönade äktenskap år 2001, vilket gav homosexuella par samma rättigheter som heterosexuella, inklusive rätten att adoptera.

## Kultur

### Konstarter

#### Bildkonst
Nederländerna har en historia av många framstående målare. Under 1600-talet, när den nederländska republiken var på toppen av sitt välstånd, var de "holländska mästarnas" tidsålder, så som Rembrandt van Rijn, Johannes Vermeer, Jan Steen och många andra. Bland berömda nederländska målare under 1800-talet och 1900-talet finns Vincent van Gogh och Piet Mondriaan. M.C. Escher är en välkänd grafisk konstnär. En både berömd och ökänd nederländsk mästerförfalskare är Han van Meegeren.

#### Arkitektur
Repliker av nederländska byggnader finns i Huis ten Bosch, Nagasaki, Japan. En liknande nederländsk by finns i Shenyang, Kina.

### Traditioner

#### Helgdagar och högtider
- 1 januari - Nyårsdagen - Nieuwjaar
- mars/april - Påsk - Pasen, omfattar två helgdagar.
- 27 april - Koningsdag - Nationaldagen (årsdagen av kungen).
- 4 maj - Dodenherdenking - En minnesdag för de som dog under andra världskriget och på senare tid även för de som dött i krig i allmänhet.
- 5 maj - Bevrijdingsdag - Befrielsedagen, som firas till minne av den tyska kapitulationen under andra världskriget.
- 40 dagar efter påsk - Himmelfärdsdagen - Hemelvaartsdag
- Sju veckor efter påsk - Pingst - Pinksteren, som har två helgdagar.
- 5 december - Sankt Nikolaus afton - Sinterklaas. En föregångare till jultomten, Sinterklaas, ger barnen presenter.
- 25 december och 26 december - Jul - Kerstmis med Första och Andra juldagen, Eerste kerstdag och Tweede kerstdag.

### Sport
Fotboll är den mest populära sporten i Nederländerna. Andra stora sporter är hastighetsåkning på skridsko och cykling.
Framgångsrika nederländska skridskoåkare är Ard Schenk, Gianni Romme, Jochem Uytdehaage, Yvonne van Gennip och Marianne Timmer vilka samtliga är flerfaldiga olympiska mästare. Bland dagens aktiva kan nämnas Ireen Wust, Patrick Roest, Kjeld Nuis och Sven Kramer.
Den mest kände nederländske cyklisten är Joop Zoetemelk som vunnit såväl VM som Tour de France. Bland dagens aktiva kan nämnas Dylan Groenewegen, Tom Dumoulin, Steven Kruijswijk och Mathieu van der Poel.
Nederländska kampsportstävlande har haft stora framgångarna i K-1. Sedan starten 1993 fram till 2007 har inte mindre än 12 vinnare av 15 möjliga kommit från Nederländerna. Några kända är tävlande är Peter Aerts, Remy Bonjasky, Ernesto Hoost, Semmy Schilt samt Badr Hari. Nederländerna har varit ett väldigt framgångsrikt land i fotboll. Det finns många kända fotbollsveteraner från Nederländerna, här är några exempel: Edwin van der Sar, Ruud Gullit och Dennis Bergkamp.

## Internationella rankningar
| Organisation                                | Undersökning                   | Rankning  |
| ------------------------------------------- | ------------------------------ | --------- |
| Heritage Foundation/The Wall Street Journal | Index of Economic Freedom 2019 | 13 av 180 |
| Reportrar utan gränser                      | Pressfrihetsindex 2019         | 4 av 180  |
| Transparency International                  | Korruptionsindex 2018          | 8 av 180  |
| FN:s utvecklingsprogram                     | Human Development Index 2018   | 10 av 189 |